# Zostrianos
Zostrianos es un tratado dentro del Códice VIII de los Manuscritos de Nag Hammadi (NH VIII 1-132), el cual ocupa casi todo el Códice VIII; siendo además el más largo de toda la colección. Es conocido también como el apocalipsis de Zostriano, pues presenta la descripción del viaje de Zostrianos a la vida después de la muerte.

## El personaje
Zostrianos es hijo de Iolaos y padre de Annenios, a quien Platón reclama (República 10.614). Era padre de Er (el Panfiliano), y fue después comparado con Zoroaster (Clemente de Alejandría, Stromata 5.103.2). 

## El texto
Compuesto en griego, más probable en Alejandría al final del siglo II o al principio del siglo III, este trabajo sobrevive solamente en una traducción copta hecha durante primera mitad del siglo IV. Es el texto más largo descubierto en Nag Hammadi (132 páginas), y refleja las costumbres y las prácticas de una forma no-cristiana de Setitas Gnósticos conocida por el círculo de Plotino durante el tercer cuarto del siglo III en Roma. 
El apocalipsis de Zostrianos es mencionado entre los apocalipsis Gnósticos que utilizaron en la escuela filosófica de Plotino y que ordenó a sus estudiantes refutar. Por lo tanto, es importante tanto para la historia del movimiento Gnóstico como para el Platonismo. Además, el descubrimiento de paralelos muy cercanos entre Zostrianos y ciertos pasajes de Mario Victorino demuestra que el escritor del tratado Gnóstico y el Neoplatonista latino utilizaron una fuente común, relacionada con el Comentario Anónimo sobre los Parménides de Platón, que algunos atribuyen a Porfirio. Por lo tanto, Zostrianos es un testigo crítico para el estudio de los paralelos entre ciertos círculos Gnósticos y el Platonismo.